# Mehmet Yıldız
Mehmet Yıldız (né le 14 décembre 1981 à Yozgat) est un footballeur turc évoluant à Karabükspor depuis janvier 2012.

## Carrière avecSivasspor
À son arrivée au club Mehmet Yıldız est remplaçant. Il a su faire sa place et est maintenant le leader de l'équipe. Il a disputé 113 matches et a marqué 45 buts. Lors de la saison 2007-2008, il a marqué 10 buts en 27 matches.

## Carrière enéquipe nationale
En équipe nationale, Mehmet Yıldız compte 4 sélections entre 2007 et 2009.